# Bahnhof Emmelshausen
Der Bahnhof Emmelshausen ist der Bahnhof der rheinland-pfälzischen Stadt Emmelshausen im Rhein-Hunsrück-Kreis. Seit Ende des 20. Jahrhunderts ist der Bahnhof Emmelshausen Endpunkt der aus Boppard kommenden Hunsrückbahn, die früher bis nach Simmern im Hunsrück führte.
Der Bahnhof liegt im Verbundgebiet des Verkehrsverbundes Rhein-Mosel (VRM). Er besitzt ein Bahnsteiggleis und ein bahnsteigloses Abstellgleis. Seine Anschrift lautet Bahnhofstraße 5. Das Empfangsgebäude steht unter Denkmalschutz.

## Geschichte
1906 traten die Gemeinden Liesenfeld, Basselscheid und Halsenbach Gemarkungsflächen ab, damit der Bahnhof der im Jahre 1908 eröffneten Hunsrückbahn Simmern–Boppard gebaut werden konnte. Die Häuser der Bahnhofssiedlung („Halsenbach Bahnhof“) um den bei der Eröffnung Halsenbach heißenden Bahnhof gehörten zunächst zu drei verschiedenen Ortschaften. Gleich nach Eröffnung der Strecke entwickelte sich das Umfeld des Bahnhofs recht gut. Es entwickelte sich sogar so gut, dass im Jahre 1911 erhebliche Erweiterungen an den Gleisanlagen vorgenommen wurden.
Im Rahmen eines wirtschaftlichen Konjunkturaufschwunges im Jahre 1935 traten Halsenbach und Dörth Teile ihrer Gemeindeflächen und ihre Hoheitsrechte ab. Dabei entstand die selbständige Gemeinde Emmelshausen und der Bahnhof Halsenbach wurde in Emmelshausen umbenannt.
Betrieblich wurde der Bahnhof Emmelshausen bis 1962 im Zugmeldebetrieb betrieben und war mit Einfahrsignalen ausgerüstet. Der Bahnübergang in Richtung Boppard wurde mit zwei Schrankenbäumen gesichert, die vom Fahrdienstleiter per Hand geschlossen wurden.
Anfang der 1960er Jahre versuchte die Bundesbahndirektion Saarbrücken, in deren Zuständigkeitsbereich sich der Bahnhof zu diesem Zeitpunkt befand, durch weitere Einsparungen ihre Nebenbahnen sicherer zu machen. So wurde der Streckenabschnitt Emmelshausen–Buchholz 1962 auf Zugleitbetrieb umgestellt.
Nach 1962 verblieben dem Bahnhof Emmelshausen zwei Beamten. Bei Zugkreuzungen konnte der Zugleiter, welcher seinen Sitz im benachbarten Kastellaun hatte, den Fahrkartenverkäufer (Verkehrsbeamten) in den Betriebsablauf mit einbinden. Die Bahnübergänge wurden 1988 durch neue Blinklichtanlagen ersetzt. Trotz der neuen Blinklichtanlagen kam es immer wieder zu gefährlichen Begegnungen am Übergang in Richtung Simmern. Nach der Stilllegung des Streckenabschnittes Emmelshausen–Simmern wurde an dieser Stelle ein Kreisel errichtet.
Am 25. September 1988 wurde der Schalter der Fahrkartenausgabe im Empfangsgebäude geschlossen.
Vom August 2008 bis Februar 2009 wurde die Strecke wegen Baufehler gesperrt.
Zum turnusgemäßen Fahrplanwechsel 2009/2010 am 13. Dezember 2009 sollte Rhenus Veniro die Zugleistungen im Personenverkehr auf der Hunsrückbahn von DB Regio Südwest übernehmen. Der Zweckverband Schienenpersonennahverkehr Rheinland-Pfalz Nord (SPNV Nord) erteilte dem Unternehmen im Februar 2008 den Zuschlag. Da Rhenus Veniro zum Fahrplanwechsel für ihre Neufahrzeuge immer noch keine Zulassung durch das Eisenbahn-Bundesamt erhalten hatte, wurde die Strecke von DB Regio Südwest noch bis 4. Mai 2011 mit lokbespannten Wendezügen betrieben. Seitdem verkehren Triebwagen der Baureihe 650.
Nachdem bereits im Juli 2008 eine Vollsanierung der Strecke erfolgt war, wurde in den Herbstferien 2010 auch der Bahnhof Emmelshausen umgebaut. Dabei wurden zwei neue Weichen eingebaut und an Gleis 1, dem einzig verbliebenen Bahnsteiggleis, ein neuer Bahnsteig errichtet. Das Stellwerk vom Typ „Jüdel“ an der Bahnhofseinfahrt aus Richtung Boppard verlor im Zuge der Umbaumaßnahmen seine Funktion und wurde außer Betrieb genommen.
Im Dezember 2011 wurde eine neue Blinklichtanlage in Emmelshausen in Betrieb genommen.

## Bahnhofsumfeld
Das Bahnhofsumfeld wuchs nach der Eröffnung der Bahnstrecke schnell an. Eine Mineralwasserfabrik eröffnete 1910 ein Versandhaus mit Gleisanschluss, der bis etwa 1925 bestand. 1914 wurde zudem ein Zementgusswerk eröffnet. Auch dieses bestand bis etwa 1925. 1924 wurde eine Textilproduktion und 1934 eine Molkereigenossenschaft am Bahnhof eröffnet.
Darüber hinaus existiert am Bahnhof das ebenfalls 1908 als Gasthaus „Zum Bahnhof“ eröffnete Gasthaus Waldfrieden des Gastwirts und Knochenflickers Peter Pies.

## Empfangsgebäude
Das Empfangsgebäude des Bahnhofs Emmelshausen entspricht dem üblichen Baumuster „Kleines Empfangsgebäude“. In den 1920er Jahren eröffnete eine Bahnhofswirtschaft im Warteraum des Empfangsgebäudes. Diese wurde erst um 1956 wieder geschlossen.
In einem kleinen Vorbau des Gebäudes ist heute ein kleines Stellwerk untergebracht. Das Empfangsgebäude ist mittlerweile restauriert und gehört der Gemeinde Emmelshausen, die dort ein Standesamt untergebracht hat. Des Weiteren kann das Gebäude für Veranstaltungen genutzt werden.

## Gleise
Nach der Eröffnung der Bahnstrecke besaß der Bahnhof umfangreiche Gleisanlagen. Für den Zugverkehr dienten drei Bahnsteiggleise. Nach der Stilllegung des Streckenabschnittes Emmelshausen–Simmern wurde Gleis 3 zum Hauptgleis für alle Zugfahrten. Der Bahnsteig an Gleis 2 wurde im Jahre 1984 beseitigt.
Seit der Modernisierung des Bahnhofs im Oktober 2010 besitzt der Bahnhof nur noch ein Bahnsteiggleis (Gleis 1) und ein Kreuzungsgleis (Gleis 2), welches nur in Ausnahmefällen benutzt wird.

## Bahnsteig
Der Bahnhof hat einen Bahnsteig mit einer Länge von 85 m und einer für diese Strecke übliche Höhe von 55 cm, welche einen barrierefreien Einstieg in die hier verkehrenden Züge bietet.

## Betrieb
Am 28. Mai 1983 verkehrte der letzte Zug in Richtung Simmern.
Heute verkehren die Züge der verbliebenen Hunsrückbahn annähernd im Stundentakt zwischen Emmelshausen und Boppard Hbf. Da zu Schulzeiten viele Schüler aus der Umgebung von Emmelshausen auf die Züge angewiesen sind, wurde die Linie im Schülerverkehr bis zum Haltepunkt Boppard Süd verlängert.